# 中山桓公
中山桓公（ちゅうざんかんこう、? - 紀元前353年、在位：紀元前406年及び紀元前380年頃 - 紀元前353年）は、中山国の第3代君主。
魏の楽羊によりいったん中山国は滅亡したが、紀元前380年頃に再建した。当初は顧に都を置いたが、後に霊寿に遷都し、南部国境に長城を築き趙に対抗した。